# Polikarpov MR-1
Il Polikarpov MR-1 (da Morskoj Razvedčik, ricognitore marittimo, in russo Поликарпов MР-1?) fu un idrovolante a scarponi multiruolo ad uso militare, monomotore, biposto e biplano, progettato da Nikolaj Nikolaevič Polikarpov nel KB 1, diretto da Vitalij Šabanov e sviluppato in Unione Sovietica nei primi anni venti.
Essenzialmente versione idro del Polikarpov R-1, venne impiegato dai reparti della Voenno-vozdušnye sily (VVS), l'aeronautica militare sovietica, principalmente nei ruoli di aereo da ricognizione/bombardiere leggero, rimanendo operativo fino agli anni trenta gradualmente sostituito e destinato a compiti di seconda linea come idrovolante da addestramento.

## Storia del progetto
Il prototipo venne portato in volo per la prima volta nell'ottobre 1925.

## Tecnica
L'MR-1 era un idro dall'impostazione tipica comune agli idrovolanti derivati da modelli con carrello d'atterraggio convenzionale: cellula monomotore in configurazione traente, con velatura biplana, abbinata ad una coppia di galleggianti collegati alla parte inferiore della fusoliera.
La fusoliera, realizzata con struttura in legno ricoperta da fogli di compensato, integrava i due abitacoli aperti posti in tandem, l'anteriore per il pilota ed il posteriore per l'osservatore/puntatore, che posteriormente terminava in una coda dall'impennaggio classico monoderiva dotato di piani orizzontali controventati.
La velatura era di tipo biplano a scalamento positivo, caratterizzata da piani alari della stessa apertura ed entrambi da un rilevabile angolo di diedro, con l'inferiore leggermente spostato verso coda, collegati tra loro da una doppia coppia per lato di montanti interalari, struttura ulteriormente irrobustita da tiranti in cavetto d'acciaio.
Il galleggiamento era assicurato da una coppia di grandi galleggianti collegati alla fusoliera tramite un castello tubolare.
La propulsione era affidata ad un motore M-5, un 12 cilindri a V raffreddato a liquido, copia locale dello statunitense Liberty L-12, in grado di erogare una potenza pari a 400 hp (298 kW), installato nel naso del velivolo e protetto da una cofanatura di tipo automobilistico, e che trasmetteva il modo ad un'elica bipala lignea a passo fisso
La capacità offensiva era affidata a due mitragliatrici, una PV-1 calibro 7,62 mm anteriore in caccia e una DA-2 binata paricalibro brandeggiabile posteriore o Lewis.

## Impiego operativo
I primi due MR-1 iniziarono ad essere consegnati nel 1927, operando sul Mar Nero; a questi se ne aggiunsero altri 95 tra il 1928 e il 1929. Rimasti in servizio operativo di prima linea fino al 1932 e relegati a compiti di seconda linea dal 1933, furono assegnati a reparti per la formazione degli equipaggi e radiati definitivamente al termine di quell'anno.
Diversi esemplari vennero assegnati a reparti basati a Leningrado, utilizzati per il pattugliamento dei fiumi Dnepr e Amur, mentre altri vennero coinvolti, nel 1929, negli scontri di confine con la Repubblica di Cina.

## Utilizzatori
Unione Sovietica
- Voenno-vozdušnye sily

### Annotazioni
1. ↑  La sigla "GAZ", dal russo "Государственный Авиационный Завод" e traslitterato in "Gosudarstvenn'ij Aviatsionn’ij Zavod", indica un impianto statale di produzioni aeronautiche.

### Fonti
1. ↑  Маслов 2004.
2. ↑  Šavrov 1994.
3. ↑  Маслов 2004, p. 10.
4. 1 2  Rickard 2011.

### Riviste
- (RU) М. А. Маслов, Разведчик Р-1, in Моделист-конструктор, n. 3, 2004.